# Tim Lobinger
Tim Lobinger (né le 3 septembre 1972 à Rheinbach et mort le 16 février 2023 à Munich,) est un athlète allemand spécialiste du saut à la perche. Champion du monde et double champion d'Europe en salle, il a franchi à deux reprises la barre des 6 mètres.

## Biographie

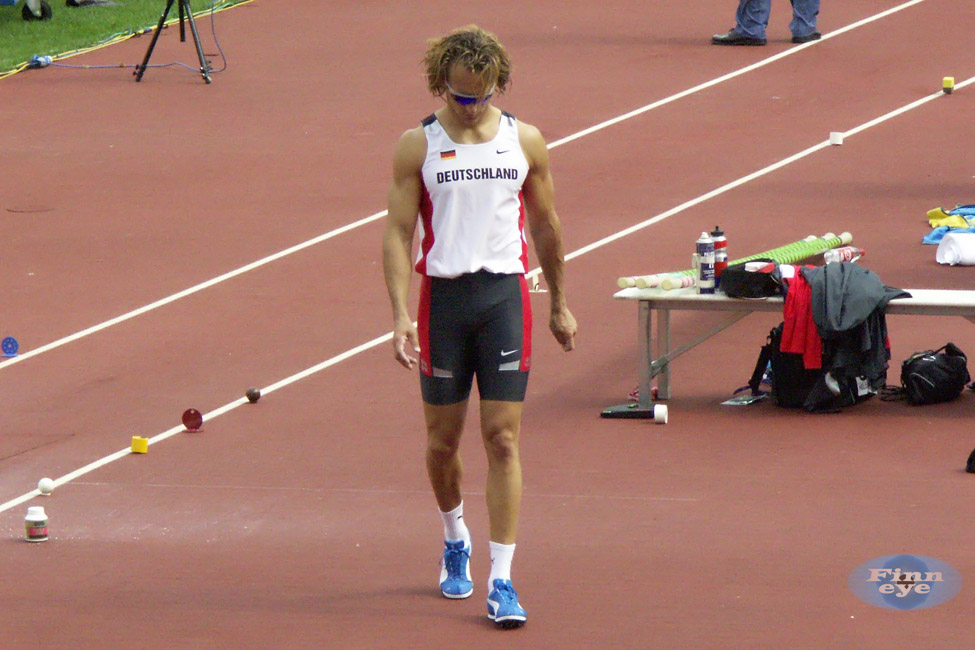
Aux Championnats du monde d'Helsinki en 2005

Tim Lobinger fait ses débuts sur la scène internationale à l'occasion des Championnats d'Europe junior 1991 de Thessalonique en se classant troisième du concours avec un saut à 5,20 m.
Auteur d'un record personnel à 5,91 m en 1996, il se classe septième de la finale des Jeux olympiques d'été d'Atlanta avec 5,80 m. Il franchit pour la première fois de sa carrière la barre des 6,00 m, le 24 août 1997, lors du meeting de Cologne, et termine par ailleurs troisième de la Finale du Grand Prix disputée en fin de saison à Fukuoka.
En début de saison 1998, l'Allemand remporte la médaille d'or des Championnats d'Europe en salle de Valence avec 5,80 m. Durant l'été, il se classe deuxième des Championnats d'Europe en plein air de Budapest, devancé au nombre d'essais par le Russe Maksim Tarasov. Sélectionné dans l'équipe d'Allemagne pour la Coupe du monde des nations de Johannesbourg, il prend la deuxième place du concours derrière Tarasov.
Le 30 juin 1999, lors du meeting d'Oslo, Lobinger égale son record personnel en effaçant pour la deuxième fois de sa carrière la barre des six mètres. Il ne confirme cependant pas lors des Championnats du monde de Séville en ne prenant que la sixième place de la finale avec 5,70 m. Pendant cette même année il bat le record du monde de saut à la perche en décathlon avec une barre à 5,76m.
En 2002, il remporte son deuxième titre européen en salle en s'imposant à Vienne avec une barre à 5,75 m. Auteur de 5,90 m lors du meeting d'Athènes (meilleure performance mondiale de l'année à égalité avec l'Américain Jeff Hartwig), il monte sur la deuxième marche du podium des Championnats d'Europe de Munich, derrière Maksim Tarasov.
Le 15 mars 2003, Tim Lobinger remporte les Championnats du monde en salle de Birmingham avec un saut à 5,80 m, devançant son compatriote Michael Stolle et le Néerlandais Rens Blom. Il décroche ainsi le premier titre mondial de sa carrière. Cinquième des mondiaux de Paris, il réalise 5,91 m en fin de saison lors de la finale mondiale de Monaco, établissant sa meilleure performance en plein air depuis 5 ans. L'année suivante, le perchiste allemand ne prend que la onzième place des Jeux olympiques d'Athènes (5,55 m).
Début 2005, il se classe troisième des Championnats d'Europe en salle de Madrid, cinquième des mondiaux d'Helsinki et deuxième de la finale mondiale de l'IAAF de Monaco. Il termine l'année troisième meilleur performeur mondial grâce à son saut de 5,93 m réalisé à Berlin. L'Allemand commence l'année 2006 en obtenant à Moscou un nouveau podium mondial en indoor (troisième place du concours avec 5,60 m). Durant l'été, il se classe deuxième des Championnats d'Europe de Göteborg, derrière l'Israélien Aleksandr Averbukh et à égalité avec le Français Romain Mesnil (5,65 m). Pour sa sixième participation à des Championnats du monde, à Osaka en 2007, Lobinger termine à la huitième place finale. Il échoue aux qualifications lors des Jeux olympiques de Pékin en 2008.
Aux Championnats du monde d'athlétisme 2011, à Daegu, il est l'entraîneur de son compatriote Malte Mohr, finaliste du concours à la perche.
Le 18 mai 2017, il annonce souffrir d'une leucémie. Tim Lobinger meurt le 16 février 2023.

## Palmarès

### International
| Date | Compétition                    | Lieu       | Résultat | Marque |
| ---- | ------------------------------ | ---------- | -------- | ------ |
| 1993 | Universiades                   | Buffalo    | 10e      | 5.30 m |
| 1995 | Championnats du monde          | Göteborg   | 11e      | 5.40 m |
| 1996 | Championnats d'Europe en salle | Stockholm  | 6e       | 5.65 m |
| 1996 | Jeux olympiques                | Atlanta    | 7e       | 5.80 m |
| 1997 | Championnats du monde en salle | Paris      | 5e       | 5.75 m |
| 1997 | Championnats du monde          | Athènes    | 4e       | 5.80 m |
| 1998 | Championnats d'Europe en salle | Valence    | 1er      | 5.80 m |
| 1998 | Championnats d'Europe          | Budapest   | 2e       | 5.81 m |
| 1999 | Championnats du monde          | Séville    | 6e       | 5.70 m |
| 2000 | Championnats d'Europe en salle | Gand       | 8e       | NM     |
| 2000 | Jeux olympiques                | Sydney     | 13e      | 5.50 m |
| 2002 | Championnats d'Europe en salle | Vienne     | 1er      | 5.75 m |
| 2002 | Championnats d'Europe          | Munich     | 3e       | 5.80 m |
| 2003 | Championnats du monde en salle | Birmingham | 1er      | 5.80 m |
| 2003 | Championnats du monde          | Paris      | 5e       | 5.80 m |
| 2004 | Championnats du monde en salle | Budapest   | 5e       | 5.70 m |
| 2004 | Jeux olympiques                | Athènes    | 11e      | 5.55 m |
| 2005 | Championnats d'Europe en salle | Madrid     | 3e       | 5.80 m |
| 2005 | Championnats du monde          | Helsinki   | 5e       | 5.50 m |
| 2006 | Championnats du monde en salle | Moscou     | 3e       | 5.60 m |
| 2006 | Championnats d'Europe          | Göteborg   | 2e       | 5.65 m |
| 2007 | Championnats d'Europe en salle | Birmingham | 5e       | 5.51 m |
| 2007 | Championnats du monde          | Osaka      | 8e       | 5.81 m |
| 2008 | Championnats du monde en salle | Valence    | 5e       | 5.70 m |
| 2011 | Championnats d'Europe en salle | Paris      | 8e       | 5.41 m |

### National
- Championnats d'Allemagne d'athlétisme :
  - 6 titres en 1997, 1999, 2000, 2003, 2005 et 2008
- Championnats d'Allemagne d'athlétisme en salle :
  - 6 titres en 1996, 2000, 2003, 2004, 2006 et 2008

## Records
| Épreuve          | Épreuve   | Marque | Lieu         | Date                      |
| ---------------- | --------- | ------ | ------------ | ------------------------- |
| Saut à la perche | Plein air | 6,00 m | Cologne Oslo | 24 août 1997 30 juin 1999 |
| Saut à la perche | Salle     | 5,95 m | Chemnitz     | 18 février 2000           |